# Michel Reneauld
Michel Reneauld, né le 5 juin 1760 à Sarrelouis (Lorraine), mort le 2 septembre 1826 à Sarrelouis (province de Rhénanie), est un général de division de la Révolution française.

## Biographie
Engagé au régiment de Nassau-Infanterie en 1781, Michel Reneauld devient adjudant porte-drapeau le 7 septembre 1784, puis sous-lieutenant le 1er avril 1791 et lieutenant le 15 septembre suivant. Après la Déclaration de guerre de la France à l'Autriche en avril 1792, il est promu adjudant-major le 7 mai 1792, capitaine le 10 juin suivant et adjudant-général chef de bataillon le 8 mars 1793.
Élevé au grade de général de division à titre provisoire le 11 juin 1794, Michel Reneauld prend la tête de la 1re division de l'armée de la Moselle. Confirmé à titre définitif dans son grade de général de division le 13 juin 1795, Reneauld est affecté à l'armée de Rhin-et-Moselle, où il est nommé chef de l'état-major du général Moreau, avant de passer à l'armée du Rhin, où il commande la 11e division du 29 octobre au 9 novembre 1795) puis la 9e division. Le 7 brumaire (29 octobre), les divisions Mengaud et Reneauld occupaient une autre partie de la lignes de Mayence. Servant sous Mannheim du 10 au 13 novembre 1795, il retourne alors à l'armée de Rhin-et-Moselle, où il remplace Bourcier à la tête de la 3e division. Le général Reneauld est réformé le 27 avril 1796, étant devenu sourd et asthmatique.
En 1798, on le nomme président de l'administration municipale de Sarrelouis. Écarté des emplois de l'armée sous le Consulat et l'Empire, il est admis à la retraite le 6 juin 1811. Il occupe les fonctions de maire jusqu'en 1815, et devient membre du conseil général de la Meurthe en 1802. La même année, le collège électoral de Metz le choisit comme candidat à la députation. Il est fait chevalier de la légion d'honneur le 27 décembre 1814.
En 1815, quand Sarrelouis passe sous le contrôle de la Prusse, Michel Reneauld est confirmé dans ses fonctions d'Oberbürgermeister (de), fonctions qu'il occupe jusqu'à sa mort.

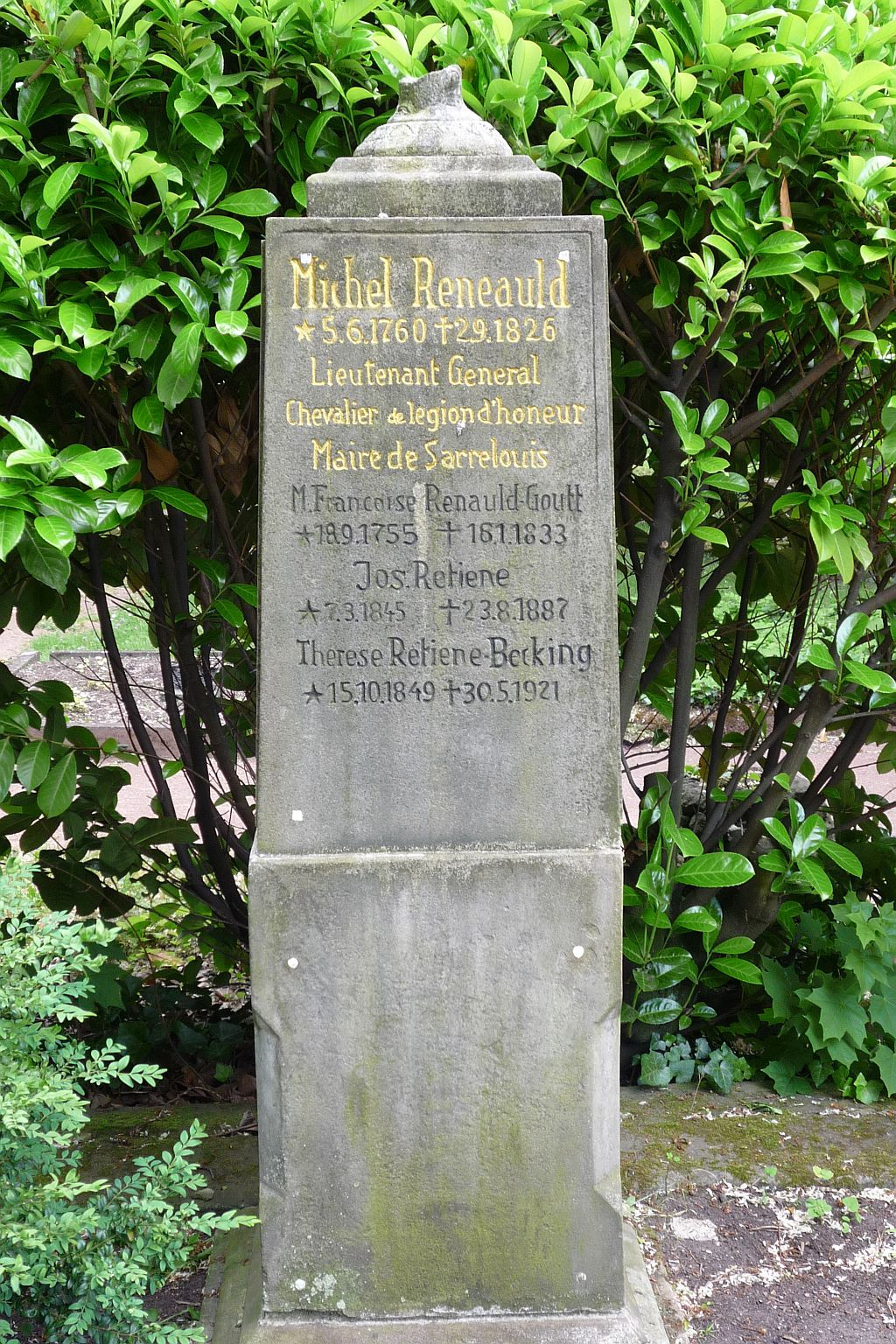
Monument funéraire de Michel Reneauld à Sarrelouis.

## Source partielle
- Émile-Auguste Bégin, Biographie de la Moselle, ou Histoire par ordre alphabétique de toutes les personnes nées dans ce département qui se sont fait remarquer par leurs actions, leurs talents, leurs écrits, leurs vertus ou leurs crimes, Metz, Verronnais, 1832, tome IV, p. 30
- Georges Six, Dictionnaire biographique des généraux & amiraux français de la Révolution et de l'Empire, G. Saffroy, 1934, p. 357
- « Cote LH/2793/17 », base Léonore, ministère français de la Culture